# 윌리앙 보르지스 다 시우바
윌리앙 보르지스 다 시우바(포르투갈어: Willian Borges da Silva, 1988년 8월 9일 ~ )는 윌리앙(Willian)이라는 이름으로 알려져 있는 브라질의 축구 선수로 포지션은 윙어이다.

## 국가대표 경력
- 2014년 FIFA 월드컵 국가대표
- 2015년 코파 아메리카 국가대표
- 2018년 FIFA 월드컵 국가대표
- 2019 코파 아메리카

## 수상
샤흐타르 도네츠크
- 프리미어리그 : 2007–08, 2009–10, 2010–11, 2011–12
- 우크라이나 컵 : 2007–08, 2010–11, 2011–12
- 우크라이나 슈퍼컵 : 2008, 2010
- UEFA컵 : 2008-09

#### 첼시
- 프리미어리그 : 우승 (2014-15), (2016-17)
- UEFA 유로파리그 : 우승 (2018-19)
- FA컵: 우승 (2017-18)
- EFL컵: 우승 (2014-15)

#### 브라질
- 코파 아메리카 : 2019
- CONMEBOL 청소년 축구 선수권 대회 : 우승 (2007)
- FIFA 월드컵 : 4위 (2014)

### 개인
- 우크라이나 프리미어리그 최우수 선수 : 2010-11
- UEFA 챔피언스리그 그룹 스테이지의 팀 : 2015-16
- UEFA 유로파리그 도움왕 : 2018-19
- 첼시 올해의 선수상 : 2015-16, 2017-18